# Дін Кукан
Дін Кукан (нім. Dean Kukan; нар. 8 липня 1993, Фолькетсвіль) — швейцарський хокеїст чеського походження, захисник клубу НЛА ЦСК Лайонс. Гравець збірної команди Швейцарії.

## Ігрова кар'єра
В юності Кукан виступав на Квебекському міжнародному хокейному турнірі 2006 року за команду з Цюриху.
Хокейну кар'єру розпочав на батьківщині 2008 року виступами за команду ЦСК Лайонс у основному складі якого і дебютував на дорослому рівні в сезоні 2010–11. Після двох сезонів Кукан перейшов до шведського клубу «Лулео».
Після шести сезонів у складі шведів, Дін 1 червня 2015 року після закінчення сезону 2014–15 підписав дворічний контракт початкового рівня з клубом НХЛ «Колумбус Блю-Джекетс».
26 березня 2016 року Кукан дебютував у НХЛ в матчі проти «Нашвілл Предаторс» на Бріджстоун Арені. Наприкінці сезону «Блю Джекетс» відправмив швейцарця до фарм-клубу «Лейк Ері Монстерс» з яким здобув Кубок Колдера.
9 червня 2017 року «Блю Джекетс» продовжили контракт з гравцем ще на один рік. 7 лютого 2020 року сторони погодили продовження угод контракту ще на два роки.
Після свого сьомого сезону в Північній Америці Дін на правах вільного агента вирішив повернутися до рідної Швейцарії та приєднатися до ЦСК Лайонс уклавши п'ятирічний контракт до 1 червня 2027 року.

## Збірна
Був гравцем юніорської та молодіжної збірної Швейцарії, у складі яких брав участь у 24 іграх.
У складі національної збірної Швейцарії, на головних турнірах світового хокею, провів 53 матчі.

## Статистика

### Клубні виступи
| Сезон        | Клуб                   | Ліга         | Регулярний сезон | Регулярний сезон | Регулярний сезон | Регулярний сезон | Регулярний сезон | Плей-оф | Плей-оф | Плей-оф | Плей-оф | Плей-оф |
| Сезон        | Клуб                   | Ліга         | І                | Г                | П                | О                | ШХ               | І       | Г       | П       | О       | ШХ      |
| ------------ | ---------------------- | ------------ | ---------------- | ---------------- | ---------------- | ---------------- | ---------------- | ------- | ------- | ------- | ------- | ------- |
| 2008–09      | ЦСК Лайонс             | ШВЕЙ U17     | 27               | 1                | 2                | 3                | 4                | 10      | 0       | 5       | 5       | 4       |
| 2008–09      | ГСК Лайонс             | ШВЕЙ U20     | 8                | 0                | 1                | 1                | 0                | 5       | 0       | 0       | 0       | 2       |
| 2009–10      | ГСК Лайонс             | ШВЕЙ U20     | 13               | 1                | 5                | 6                | 2                | 9       | 0       | 4       | 4       | 2       |
| 2009–10      | ГСК Лайонс             | НЛБ          | 29               | 0                | 6                | 6                | 14               | —       | —       | —       | —       | —       |
| 2010–11      | ГСК Лайонс             | ШВЕЙ U20     | 2                | 0                | 1                | 1                | 0                | 10      | 0       | 0       | 0       | 6       |
| 2010–11      | ЦСК Лайонс             | НЛА          | 2                | 0                | 0                | 0                | 0                | —       | —       | —       | —       | —       |
| 2010–11      | ГСК Лайонс             | НЛБ          | 37               | 1                | 2                | 3                | 4                | —       | —       | —       | —       | —       |
| 2011–12      | «Лулео»                | Ю20          | 42               | 5                | 16               | 21               | 8                | 3       | 0       | 2       | 2       | 2       |
| 2011–12      | «Лулео»                | Елітсерія    | 3                | 0                | 0                | 0                | 0                | —       | —       | —       | —       | —       |
| 2012–13      | «Лулео»                | Ю20          | 11               | 2                | 1                | 3                | 2                | —       | —       | —       | —       | —       |
| 2012–13      | «Лулео»                | Елітсерія    | 16               | 1                | 3                | 4                | 0                | 15      | 0       | 1       | 1       | 0       |
| 2012–13      | «Аспловен»             | Аллсв        | 2                | 0                | 0                | 0                | 4                | —       | —       | —       | —       | —       |
| 2012–13      | Тінгсрид АІФ           | Аллсв        | 16               | 0                | 2                | 2                | 2                | —       | —       | —       | —       | —       |
| 2013–14      | «Лулео»                | ШХЛ          | 54               | 4                | 8                | 12               | 12               | 6       | 1       | 1       | 2       | 0       |
| 2014–15      | «Лулео»                | ШХЛ          | 52               | 3                | 10               | 13               | 14               | 9       | 0       | 2       | 2       | 0       |
| 2015–16      | «Лейк Ері Монстерс»    | АХЛ          | 33               | 3                | 10               | 13               | 8                | 17      | 1       | 4       | 5       | 2       |
| 2015–16      | «Колумбус Блю-Джекетс» | НХЛ          | 8                | 0                | 0                | 0                | 0                | —       | —       | —       | —       | —       |
| 2016–17      | «Клівленд Монстерс»    | АХЛ          | 72               | 4                | 25               | 29               | 43               | —       | —       | —       | —       | —       |
| 2017–18      | «Клівленд Монстерс»    | АХЛ          | 32               | 1                | 14               | 15               | 20               | —       | —       | —       | —       | —       |
| 2017–18      | «Колумбус Блю-Джекетс» | НХЛ          | 11               | 0                | 4                | 4                | 2                | —       | —       | —       | —       | —       |
| 2018–19      | «Колумбус Блю-Джекетс» | НХЛ          | 25               | 0                | 5                | 5                | 6                | 10      | 1       | 0       | 1       | 2       |
| 2018–19      | «Клівленд Монстерс»    | АХЛ          | 5                | 1                | 1                | 2                | 0                | —       | —       | —       | —       | —       |
| 2019–20      | «Колумбус Блю-Джекетс» | НХЛ          | 33               | 1                | 4                | 5                | 12               | 9       | 0       | 1       | 1       | 7       |
| 2020–21      | «Колумбус Блю-Джекетс» | НХЛ          | 35               | 1                | 4                | 5                | 10               | —       | —       | —       | —       | —       |
| 2021–22      | «Колумбус Блю-Джекетс» | НХЛ          | 41               | 3                | 8                | 11               | 16               | —       | —       | —       | —       | —       |
| 2022–23      | ЦСК Лайонс             | НЛА          | 49               | 7                | 24               | 31               | 8                | 9       | 2       | 3       | 5       | 6       |
| 2023–24      | ЦСК Лайонс             | НЛА          | 40               | 3                | 22               | 25               | 8                | 15      | 2       | 9       | 11      | 0       |
| Усього в ШХЛ | Усього в ШХЛ           | Усього в ШХЛ | 125              | 8                | 21               | 29               | 26               | 30      | 1       | 4       | 5       | 0       |
| Усього в НХЛ | Усього в НХЛ           | Усього в НХЛ | 153              | 5                | 25               | 30               | 46               | 19      | 1       | 1       | 2       | 9       |

### Збірна
| Рік                | Команда            | Турнір             | Місце              | І  | Г | П  | О  | ШХ |
| ------------------ | ------------------ | ------------------ | ------------------ | -- | - | -- | -- | -- |
| 2010               | Швейцарія          | ЮЧС18              | 5-е                | 6  | 0 | 3  | 3  | 0  |
| 2011               | Швейцарія          | ЮЧС18              | 7-е                | 6  | 0 | 2  | 2  | 0  |
| 2012               | Швейцарія          | МЧС                | 8-е                | 6  | 1 | 1  | 2  | 0  |
| 2013               | Швейцарія          | МЧС                | 6-е                | 6  | 0 | 1  | 1  | 2  |
| 2014               | Швейцарія          | ЧС                 | 10-е               | 7  | 1 | 0  | 1  | 2  |
| 2015               | Швейцарія          | ЧС                 | 8-е                | 3  | 0 | 0  | 0  | 0  |
| 2017               | Швейцарія          | ЧС                 | 6-е                | 8  | 0 | 1  | 1  | 2  |
| 2018               | Швейцарія          | ЧС                 | 2                  | 10 | 1 | 2  | 3  | 0  |
| 2022               | Швейцарія          | ЧС                 | 5-е                | 8  | 2 | 4  | 6  | 0  |
| 2023               | Швейцарія          | ЧС                 | 5-е                | 7  | 0 | 4  | 4  | 4  |
| 2024               | Швейцарія          | ЧС                 | 2                  | 10 | 1 | 2  | 3  | 6  |
| Молодіжна збірна   | Молодіжна збірна   | Молодіжна збірна   | Молодіжна збірна   | 24 | 1 | 7  | 8  | 2  |
| Національна збірна | Національна збірна | Національна збірна | Національна збірна | 53 | 5 | 13 | 18 | 14 |